# 知識青年

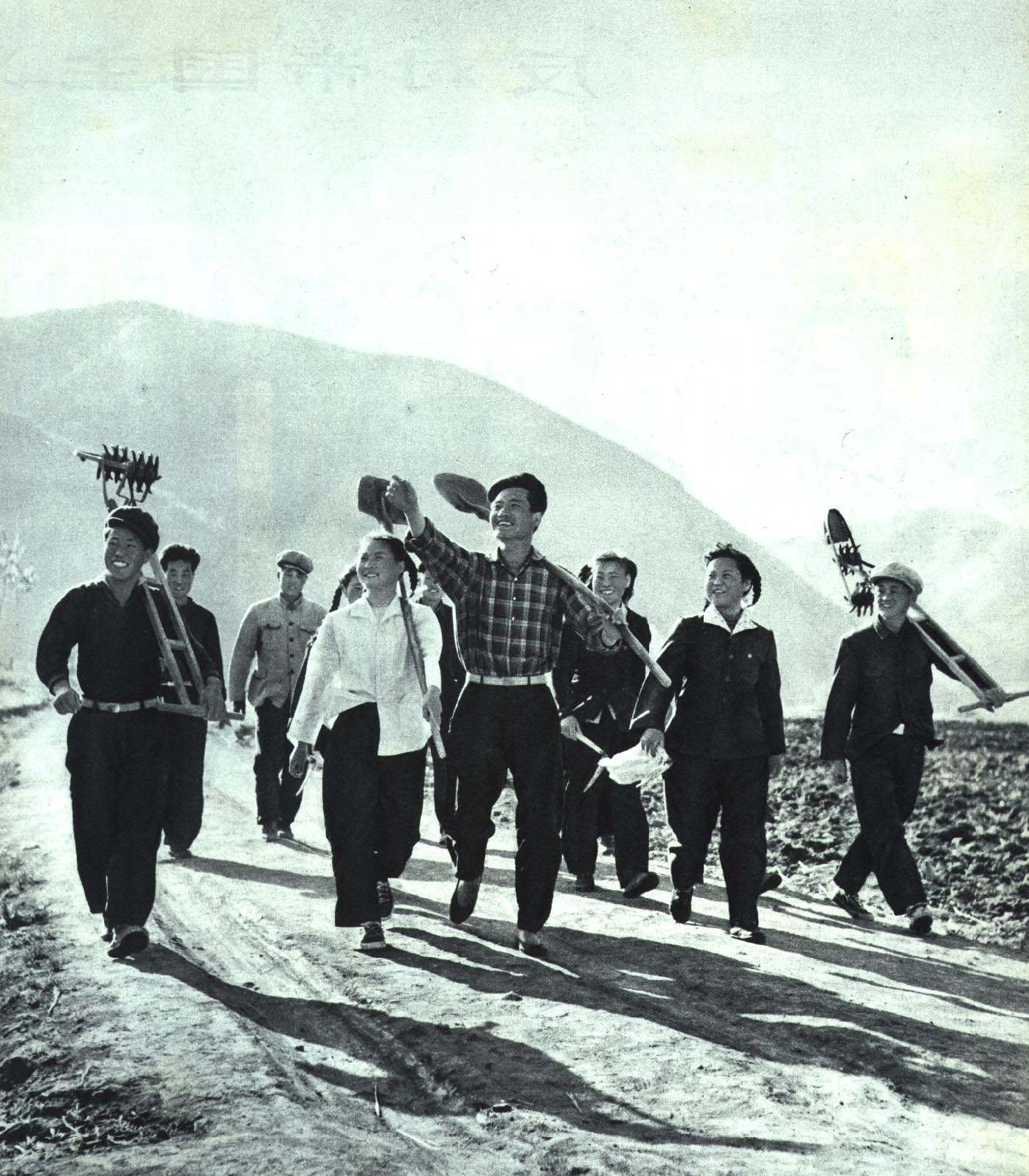
下郷する知識青年（『人民画報』1964年4月号より）

知識青年（ちしきせいねん、中国語: 知识青年）、略して知青（ちせい、知青）は、1950年代初めから文化大革命終了までの中華人民共和国において、上山下郷運動の一環として、あるいは自らの意思で、あるいは強制されて、都市部から農村部へと移り住んで働いた青年たちの呼称。
一般的に「知識青年」と言えば、大学などで高等教育を受けている（受けた）インテリの青年たちを指すことが多い。しかし、文化大革命期の中国で「知識青年」と呼ばれた者の大部分は、実際には初等教育ないし中等教育を受けただけであり、大学相当の高等教育を受けていた者はごく一部に過ぎなかった。

## 起源
中華人民共和国の建国後、都市部における失業問題を解決するため、都市部の青年たちを組織的に農村部へ、特に辺境の地方都市から、新たな農場の建設のために青年たちを送り出す取り組みが、1950年代初めから始まった。1953年には『人民日報』が「高等小学校卒業生を組織して農業生産の労働に参加させよう（组织高小毕业生参加农业生产劳动）」という社説を出した。1955年には毛沢東が「農村は広大な天地であり、そこでは大いにやりがいのあることができる（农村是一个广阔的天地，在那里是可以大有作为的）と述べ、この言葉は上山下郷運動のスローガンとなった。
1955年以降、中国共産主義青年団は農業生産に取り組み、青年たちに農耕を奨励した。1962年以降は、上山下郷運動を全国的に展開すべきことが提起され、1964年には中国共産党中央委員会がこれを領導する組織を設けた。1966年には、文化大革命の影響の下で全国普通高等学校招生入学考試（高考）が中止され、多数の学生が大学への入学を認められず、雇用の機会も得られない状態に陥った。
1968年12月22日、『人民日報』は「私たちにも両手があるのだから、都市で暇つぶしをしているな（我们也有两只手，不在城里吃闲饭）」という社説を出し、そこでは「知識青年は農村へ行き、貧しい下層中層の農民から再教育を受けることが是非とも必要だ（知识青年到农村去，接受贫下中农再教育，很有必要）」という毛沢東の言葉が引用された。1969年には、多数の青年たちが下放された。全国的な取り組みとして、中等教育の学校の生徒たちは、組織的に農村部へ送り出された。

## 実態

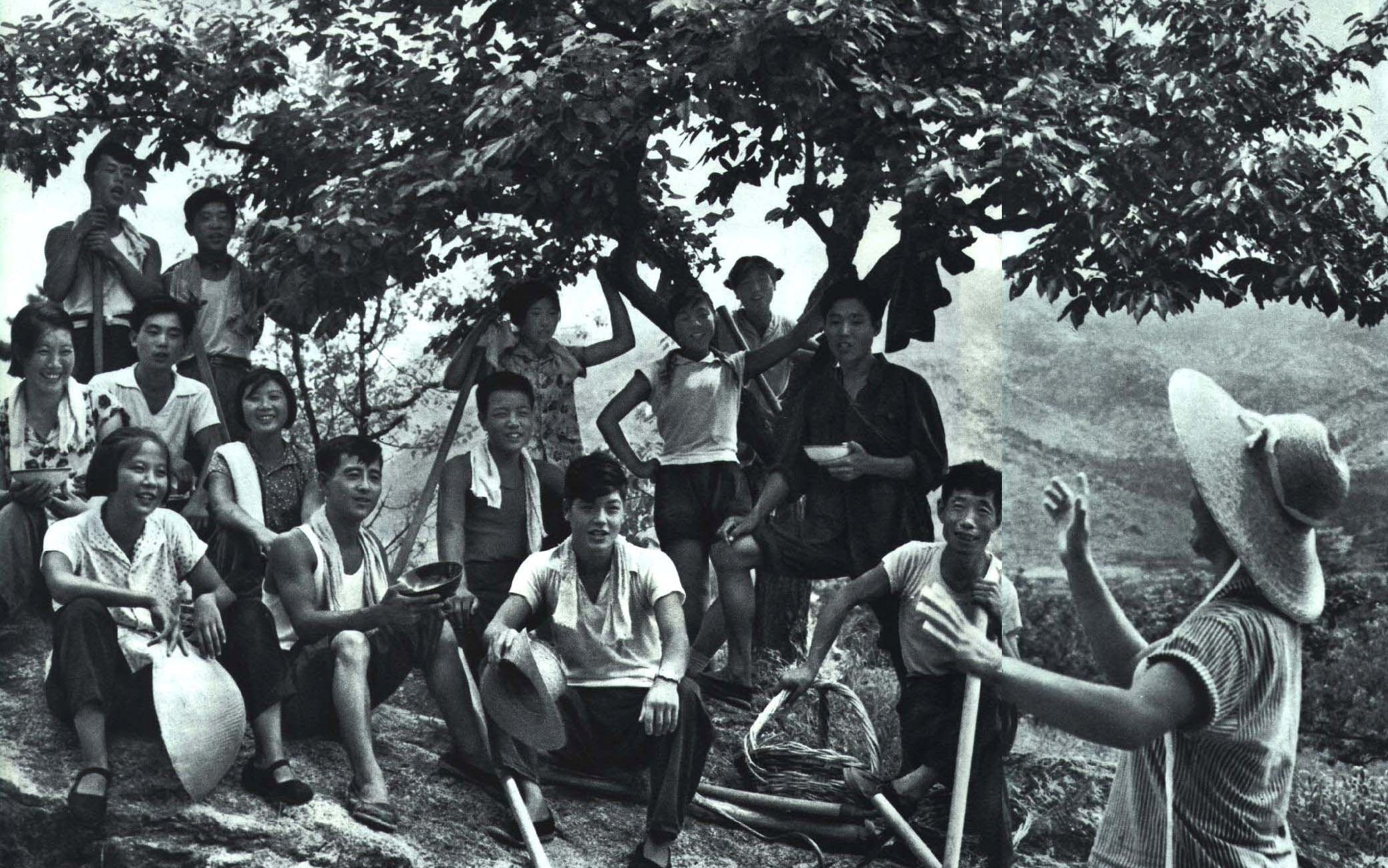
1964年、河北省昌黎県の農場へやってきた知識青年たち（『人民画報』1964年7月号より）

1962年から1979年にかけて、少なくとも1600万人の青年たちが移動したとされるが、一部には1800万人以上とする説もある。中には内モンゴル自治区のような辺境に送られた者も相当の数に上ったが、下放された青年たちは、都市からさほど離れていない同じ省の中の農村部の県へ送られるのが通例であった。上海市の紅衛兵の多くは、長江の河口部にある崇明島や横沙島といった近傍の島々より遠くへ送られることはなかった。これらの島々は、行政上は上海市の範囲内である。
1971年になると、この運動に伴う様々な問題に光が当てられるようになり、また、農村部から都市部へ帰還した青年たちに、共産党が雇用を割り当てるようになった。こうして再び都市に帰ってきた青年たちの多くは、個人的なコネを使って農村部を離れることができた。1971年の五七一工程紀要のクーデター未遂事件（林彪事件）に関わった者たちは、この運動の全てが、偽装された懲罰労働、労働改造であると糾弾した。1976年には毛沢東も下放運動の深刻な状況を悟り、問題の再検討を決めた。しかし、一方では毎年百万人以上の青年たちが下放され続けていた。厳しい生活に耐えられず、再教育の過程で死亡した学生たちも数多くいた。

## 帰還
1976年の毛沢東の死去後も、下放された青年たちの多くは農村部に留まっていた。中には、農村で結婚した者たちもいた。1977年、高考が再開され、下放青年たちの大多数は都市への帰還を考えるようになった。1978年冬には、雲南省で青年たちがストライキや請願に訴えて、自分たちの窮状に耳を傾けるよう政府に求め、共産党指導部にこの問題の緊急性を改めて認識させた。
1980年3月8日、中国共産党中央委員会総書記だった胡耀邦は、下放の終結を提案した。同年10月1日、共産党は運動の実質的終結を決定し、青年たちに都市に残る家族のもとへ帰還することを許した。加えて、出身地の都市へ帰還する既婚の下放青年は、未成年で未婚の子どもを1人だけ連れ帰ることが認められた。
1970年代後半には、「傷痕文学」と称される、経験に基づく数多くの生々しい写実的描写を含む文学作品が発表され、文化大革命の代償が、初めて世に知らされた。こうした作品群は、「知青文学」、「知識青年文学」とも呼ばれる。

## 関連文献
- Bernstein, Thomas P. (1977). Up to the Mountains and Down to the Villages: The Transfer of Youth from Urban to Rural China. New Haven, CT: Yale University Press.
- Rene, Helena K. (2013). "China's Sent-Down Generation: Public Administration and the Legacies of Mao's Rustication Program". Washington, DC: Georgetown University Press. ISBN 9781589019874
- Yihong Pan. (2003). Tempered in the Revolutionary Furnace: China’s Youth in the Rustication Movement. Lanham, MD: Lexington Books.
- 崔勇「〈博士論文の要旨および論文審査結果〉知識青年の農村下放と都市帰還 : 毛沢東時代の地域間人口移動を中心に」桃山学院大学 博士 (経済学)、甲第12号、2007年、NAID 500000473687。